# Protesty v Polsku 2020–2021

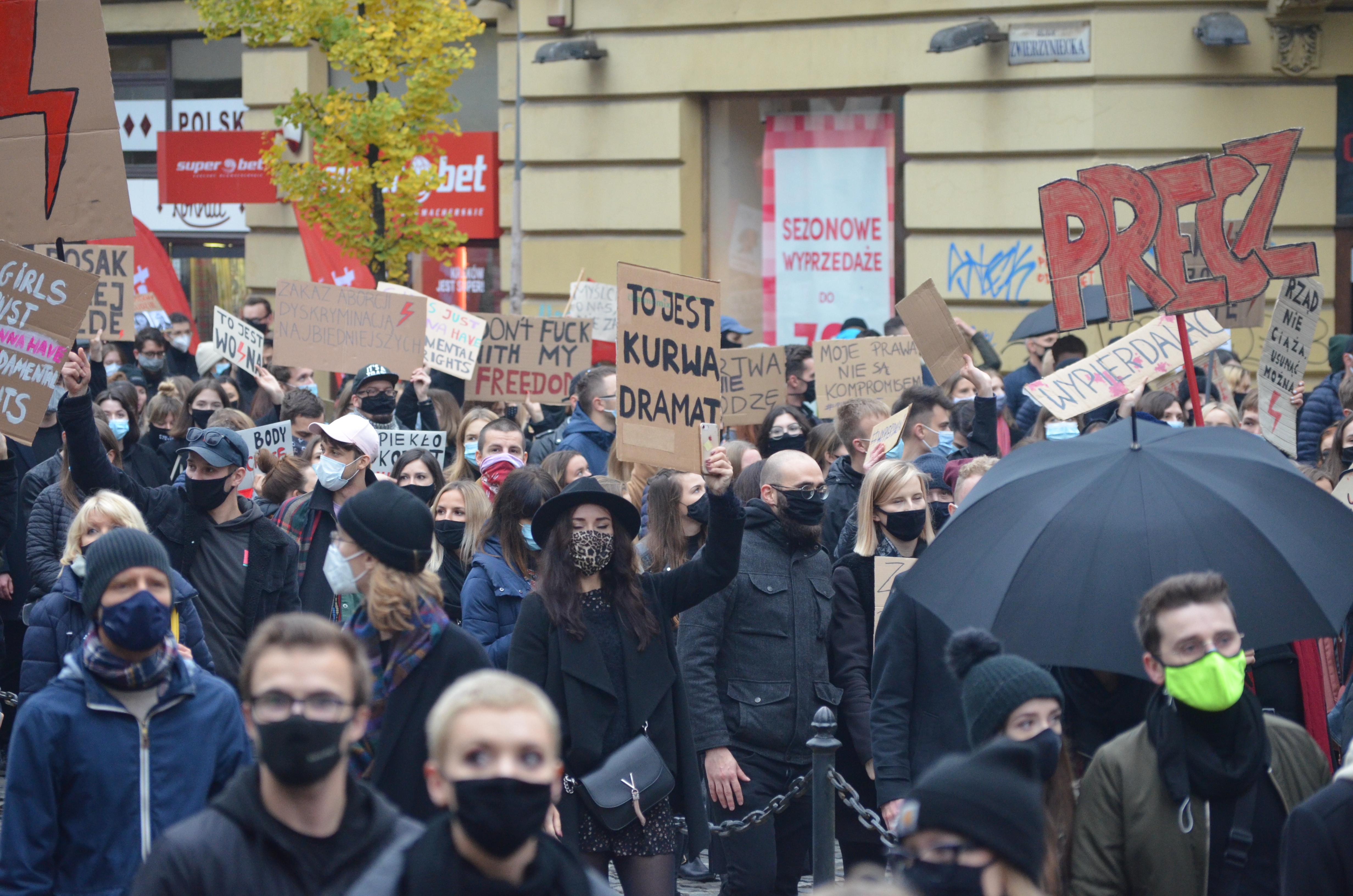
Protest v Krakově

Protesty v Polsku, také známé jako stávka žen (polsky Strajk Kobiet) jsou protivládní demonstrace a stávky, které probíhají od 22. října 2020 v reakci na zákon o potratech v Polsku.

## Pozadí
Protesty vypukly v reakci na zákon o potratech v Polsku, o jehož zpřísnění rozhodoval Ústavní soud složený především ze soudců, které jmenovala vládnoucí strana Právo a spravedlnost. Podle tohoto rozhodnutí měly být téměř všechny případy potratů nezákonné, včetně případů, kdy měl plod trvalé zdravotní postižení nebo se jednalo o nevyléčitelnou a životu ohrožující nemoc.

## Průběh
Pouliční protesty začaly dne 22. října 2020, po rozhodnutí o potratech, a pokračovaly celý víkend. Protesty se konaly v 60 polských městech v noci na 23. října a znovu na 24. října. Protesty se konaly v centrech měst, před kancelářemi strany Právo a spravedlnost, úřady náboženských správ a domy politiků, kteří toto rozhodnutí podporovali. 
Dne 25. října demonstranti uspořádali posezení v katolických kostelech. Stávky narušily nedělní mši v několika městech, včetně Katovic a Poznani, a kostely po celé zemi byly poškozovány. Dne 26. října probíhaly demonstrace ve 150 polských městech.
Dne 27. října předložili hlavní demonstranti seznam požadavků, včetně vyřešení situace Ústavního soudu, legálních potratů, zastavení financování katolické církve ze státního rozpočtu, či ukončení náboženské výuky ve školách.
Dne 28. října se konala celostátní stávka se sloganem „Nepůjdu do práce“ (polsky: Nie idę do roboty). Mnoho pracovišť a úřadů umožnilo svým zaměstnancům se účastnit tohoto protestu. Protestů se mj. účastnila i řada univerzit a polských médií, například Gazeta Wyborcza, které vydávaly články podporující tyto protesty, a některé společnosti, například mBank. Podle hlavního velitele policie Jarosława Szymczyka se 410 protestů po celé zemi zúčastnilo přibližně 430 000 lidí.
Dne 30. října se masového protestu ve Varšavě zúčastnilo přibližně 100 000 lidí.
Dne 8. listopadu byl ocelový kříž na tatranském vrcholu Giewont zakryt transparentem s logem protestu a heslem „Domácí násilí není normální“. V polovině roku 2020 byl kříž dříve použit k zobrazení volebního plakátu pro Andrzeje Dudu s duhovou vlajkou představující práva LGBT. 
Dne 9. listopadu se konaly protesty ve Varšavě taktéž proti novému ministru vědy a školství Przemysławu Czarnekovi. Demonstranti požadovali rezignaci Czarneka, splnění požadavků učitelů, úprava obsahu školních učebnic, či odstraňování náboženské výuky ze škol. Několik účastníků, jejichž totožnost byla zkontrolována policií, odmítlo zaplatit pokuty na místě a jedna žena byla policií hozena na zem.

### Zahraničí

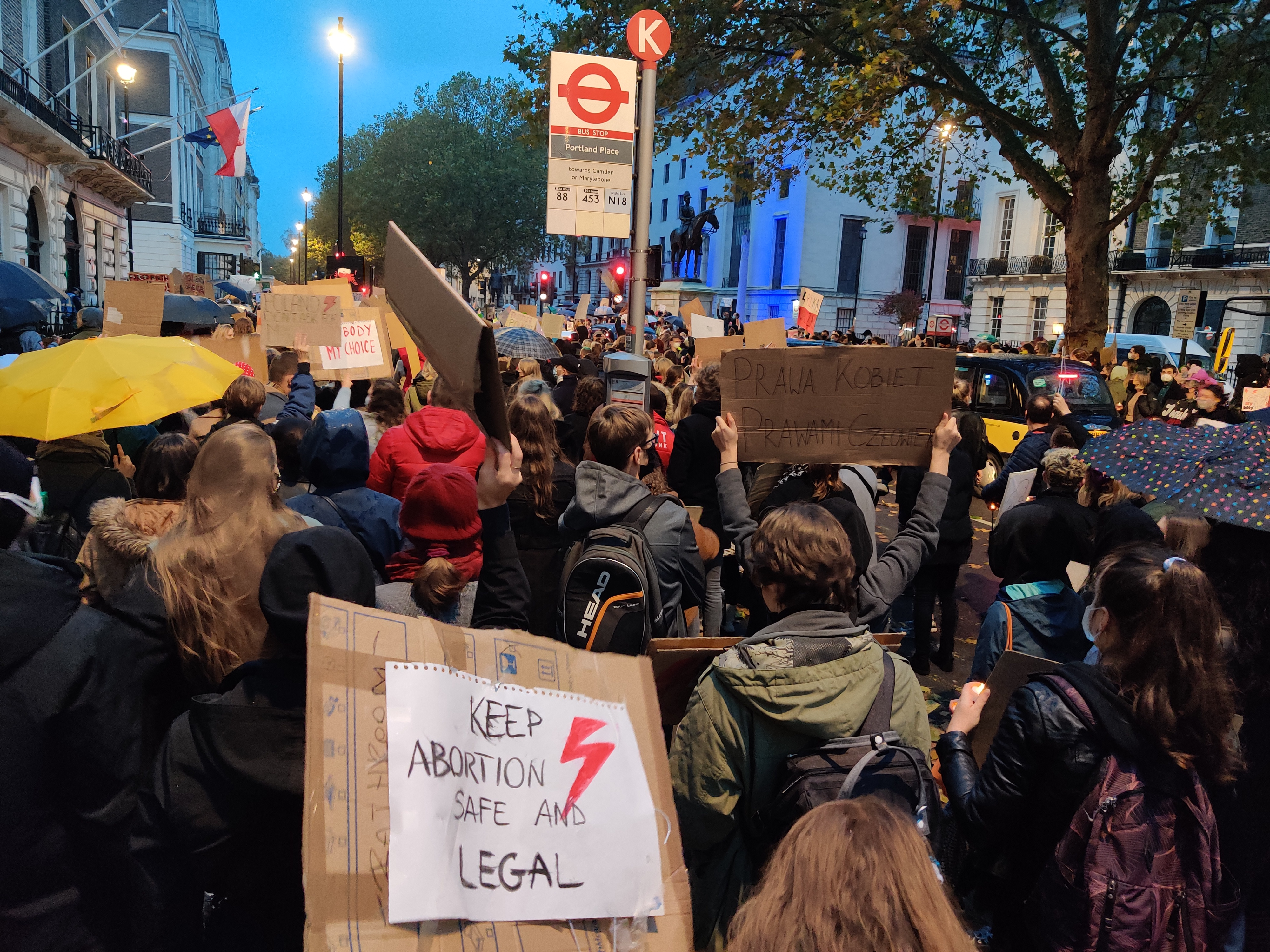
Protest před polskou ambasádou v Londýně

Protesty začaly také ve spoustě měst, včetně Amsterdamu, Budapešti, Chicagu, Edinburghu, Helsinkách, Londýně, Manchesteru, Praze, Sydney, Tel Avivu, Tokiu, či Vídni.

## Cíle
Prvotním cílem protestů bylo vyjádření nesouhlasu proti rozhodnutí Ústavního soudu a ochraně práv žen. V následujících dnech se počet požadavků zvýšil.
Dne 1. listopadu vytvořila ženská stávka Poradní radu, jejímž cílem bylo vyvinout strategie pro realizaci cílů protestujících. Rada představila svých 20 členů a jejich požadavky, které zahrnovaly potraty, práva žen, práva komunity LGBT, odstraňování náboženství ze škol, řešení klimatických katastrof a péči o práva zvířat, vzdělávání, a zdravotnictví. Rada požadovala, aby byly peníze od církve a vládnoucí strany PiS převedeny na zdravotní péči. Požadují také, aby vláda do týdne zvýšila financování zdravotní péči na 10 procent.

## Odpověď vlády
Národní státní zástupce Bogdan Święczkowski uvedl, že organizátoři protestů mohou čelit obvinění z „ohrožení života a zdraví mnoha lidí způsobením epidemiologické hrozby“. Ministr školství Przemysław Czarnek také pohrozil snížením financování univerzit, které protesty podpořily.

### Prohlášení Jarosława Kaczyńského
Jarosław Kaczyński, předseda strany Právo a spravedlnost, vydal 27. října prohlášení, v němž vyzval k obraně církví a rovněž uvedl, že úřady mají plné právo postavit se proti těmto protestům. Vyzval také všechny členy a příznivce PiS, aby bránili církev.

### Prohlášení Andrzeje Dudy
V rozhovoru s Polsat News Andrzej Duda uvedl, že chápe ženy, které protestují, a řekl, že je zastáncem potratu v situacích, ve kterých jsou vady plodu smrtelné, a v této situaci by měla volba zůstat na ženě. Dále uvedl, že fyzická obrana církví by měla být rolí policie, nikoli občanů.